# Erica urna-viridis
Erica urna-viridis är en ljungväxtart som beskrevs av Harry Bolus. Erica urna-viridis ingår i släktet klockljungssläktet, och familjen ljungväxter. Inga underarter finns listade i Catalogue of Life.